# Alessandro Maggi
Alessandro Maggi (Pordenone, 15 settembre 1966) è un regista teatrale italiano.

## Biografia
Nato a Pordenone nel 1966, si laurea nel 1996 in Economia e Commercio all'Università di Bologna. La sua attività in teatro comincia nel 1989, e lo vede impegnato prima come attore, poi come regista assistente e infine come regista.
La sua carriera di attore annovera esperienze con Luigi Squarzina (1997, La guerra di Carlo Goldoni), Egisto Marcucci (2000, La dodicesima notte di William Shakespeare) e Benno Besson, con cui nel 2000 lavora alla messa in scena de L'amore delle tre melarance di Carlo Gozzi (presentato alla Biennale di Venezia) e de Il cerchio di gesso del Caucaso di Bertolt Brecht con il Teatro Stabile di Genova.
Nel 2007 assiste Lluís Pasqual nella regia de La famiglia dell'antiquario di Carlo Goldoni, per la Biennale di Venezia. Tra il 2007 e il 2008 lavora ancora come assistente alla regia di Luca De Fusco in Peccato che sia una sgualdrina di John Ford e ne L'impresario delle Smirne di Carlo Goldoni (Teatro Stabile del Veneto), sempre per la Biennale.
Nei primi anni da regista, Maggi si occupa del teatro antico, curando le regie dell'Andromaca di Euripide, per il 62º Ciclo di spettacoli classici al Teatro Olimpico di Vicenza (2009–2010), delle Nuvole di Aristofane, per il XLVII Ciclo di rappresentazioni classiche al Teatro greco di Siracusa.
Partecipa come regista a diverse edizioni di Napoli Teatro Festival: nel 2011-2012 cura la regia di Igiene dell'assassino, adattamento del romanzo di Amélie Nothomb, con Eros Pagni; nel 2014 dirige, in prima nazionale, Peggy Guggenheim – Donna allo specchio di Lanie Robertson.
Dal 2014, ha un sodalizio artistico con Alessandro Preziosi, per cui cura la supervisione artistica di Don Giovanni di Molière (2014) e che dirige in Van Gogh - L'odore assordante del bianco di Stefano Massini (2017, Napoli Teatro Festival e per il Festival di Spoleto, 60ª edizione).
Nel 2016, torna a lavorare sui testi di Amélie Nothomb, dirigendo l'adattamento di Ritorno a Pompei per il Teatro Stabile di Napoli-Teatro Nazionale. Nel 2018 mette in scena Diario di un pazzo, da Gogol, con Nando Paone (produzione Sardegna Teatro; debutto al Napoli Teatro Festival 2018). Sempre nella stagione 2017-2018 cura la regia de Il Don Chisciotte della Pignasecca, nella riscrittura di Maurizio De Giovanni, con Nando Paone e Peppe Barra. Nel 2019, per il Teatro Stabile dell'Abruzzo, dirige Roberto Mercadini in Vita di Leonardo. Sempre nel 2019, riadatta per il teatro e dirige La panne, di Friedrich Dürrenmatt, per il Teatro Stabile di Napoli-Teatro Nazionale. Per il Teatro Stabile d'Abruzzo effettua, nell'estate del 2020, la regia dello spettacolo Lo zingaro, scritto da Marco Bonini, Gianni Corsi e Marco Bocci.
Nel 2017 è entrato a far parte della Commissione tecnico-scientifica del Teatro Civico di La Spezia, di cui è diventato direttore artistico nell'ottobre del 2022. È stato anche direttore artistico delle due edizioni di FAcT - Festival of Academic Theatre (2018-2019), festival del teatro universitario organizzato a Pisa dagli allievi e dalle allieve della Scuola Normale Superiore.